# Beatrice Weder di Mauro
Beatrice Weder di Mauro (Basilea, 3 de agosto de 1965) es una economista suiza-italiana, desde 2012 es un miembro del consejo de administración de UBS Group SA, así como del comité de auditoría y desde 2017 del comité de cultura y responsabilidad corporativa. Di Mauro es también profesora de ciencias económicas, de política económica y de macroeconomía internacional en la Universidad Johannes Gutenberg de Maguncia en Alemania, donde es vicepresidenta del Consejo universitario.

## Educación
Beatrice Weder di Mauro transcurrió su infancia en Guatemala, donde estudió en el Colegio Alemán de Guatemala desde 1971 hasta 1980. A los dieciséis años regresó con su familia a Basilea, donde obtuvo el bachillerato en 1984. Las diferentes maneras de vivir en Suiza y en Guatemala despertaron en ella un gran interés que la llevó a estudiar economía en la Universidad de Basilea.  Di Mauro consiguió su máster en economía en 1989, su doctorado  en 1993 y en 1999 la habilitación para enseñar. En 1994, Weder di Mauro recibió una becaria de investigación posdoctoral de la Universidad de Basilea y, unos años después, de la Universidad de Naciones Unidas en Tokio, donde trabajó como investigadora desde 1997 hasta 1998.

## Carrera profesional
Beatrice Weder di Mauro trabajó como profesora adjunta de economía y como investigadora en la Universidad de Basilea desde 1998 hasta 2001. Cinco años más tarde, en 2006, la Oficina nacional de investigación económica en Cambridge (Massachusetts), Massachusetts invitó Weder di Mauro a participar en las investigaciones y, en 2010, fue una investigadora residente del Fondo Monetario Internacional (FMI) en Washington D. C.
Di Mauro fue también un miembro del Consejo de Expertos Económicos de Alemania desde 2004 hasta 2012. Trabajó como economista, primero en el Fondo Monetario Internacional y después en el Banco Mundial. Asesoró al gobierno de Nicaragua y se ha dedicado intensamente a los temas y problemas de los países en vías de desarrollo.
Desde 2012 es un miembro del comité de auditoría de UBS Group SA y, desde 2017, del comité de cultura y responsabilidad corporativa. Desde 2013 hasta mayo de 2017 fue un miembro del comité de riesgos de UBS Group SA. 
Desde 2001 sigue aún trabajando como profesora de ciencias económicas, de política económica y de macroeconomía internacional en la Universidad Johannes Gutenberg de Maguncia, en Alemania, donde es también vicepresidenta del Consejo universitario. Estará absente en la Universidad desde 2016 hasta agosto de 2018 porque trabaja como miembro distinguido en el Instituto de Mercados Emergentes de la INSEAD de Singapur.

## Mandatos corporativos

### Mandatos precedentes
Beatrice Weder di Mauro trabajó como consejera no ejecutiva en el consejo de diferentes empresas líderes a nivel mundial en el campo farmacéutico, tecnológico, de financiación del desarrollo y de seguro. Desde abril de 2005 hasta mayo de 2010, Weder di Mauro trabajó como miembro del Consejo de administración de Ergo Versicherungsgruppe AG. Desde 2007 hasta 2012, fue un miembro del Comité del Consejo Científico del Centre for European Economic Research (ZEW). En 2010 empezó su mandato trienal como miembro del Consejo de administración de ThyssenKrupp AG.

### Mandatos actuales
Beatrice Weder di Mauro es un miembro de muchos consejos, juntas y comisiones internacionales: es un miembro del Consejo de Supervisión de la Robert Bosch GmbH en Stuttgart, del Consejo de Bombardier Inc., de la Junta consultiva económica de Fraport AG, de la Junta consultiva de Deloitte Alemania, es un miembro del Senado de la Sociedad Max Planck, del Consejo de administración de la fundación de la Escuela Politécnica Federal de Zúrich, del Instituto de Mercados Emergentes de INSEAD, en Singapur y es vicepresidenta del Consejo universitario de la Universidad de Maguncia.

## Obras literarias
- Five Essays on Economic Causes of Corruption: Better Wages, Free Press, Economic Openness and Development Aid: Keys to Fight Corruption? Basel: Wirtschaftswissenschaftliche Zentrum der Universität, 2002. WWZ-Forschungsbericht; 02/01. ISBN 3-909-162-25-8.
- Institutional Reform in Transition Economies: How Far Have They Come. Washington D. C.: International Monetary Fund. Working Paper, Vol., p. 1-26. Accesible en SSRN: http://ssrn.com/abstract=879853.
- Model, Myth or Miracle. Reassessing the Role of Governments in the East Asian Experience. Tokio: United Nations University Press, 1999. ISBN 92-808-1030-8.
- Wirtschaft zwischen Anarchie und Rechtsstaat. Chur: Rüegger, 1993. ISBN 3-7253-0469-6.